# Matriarkat
Matriarkat (från latinets mater, "moder"; jämför patriarkat) är ett samhällssystem där kvinnor har den primära makten och de flesta ledande positioner inom politiska, ekonomiska, religiösa, sociala, och finansiella institutioner domineras av kvinnor. Begreppet matriarkat formulerades av antropologerna Johann Jakob Bachofen och Lewis Henry Morgan under 1800-talet.
Det finns inga belägg för att det någonsin funnits ett strikt matriarkalt samhälle. Däremot finns det ett flertal samhällen som är och har varit matrilinjära, det vill säga samhällen där varje individ spårar sin härkomst enbart genom modern och där titlar och/eller egendom ärvs enbart på moderns sida (jämför patrilinjär). Exempel på detta finns i Asien och Afrika, minangkabauer, mosuoer, berber eller tuareger, men även basker och sarderna i Europa.
En synonym till matriarkat är gynokrati. En kvinnodyrkare kallas gynolater och kvinnodyrkan kallas gynolatri, i bestämd form gynolatrin.

## Historia
Socialantropologisk forskning som framväxte på 1800-talet menade att den moderna tidens patriarkala samhälle hade föregåtts av ett mer primitivt, matriarkaliskt stadium. Friedrich Engels ansåg att själva övergången från matriarkat till patriarkat skulle ha skett då samhället förändrades från ett jägarsamhälle till ett jordbrukarsamhälle och privat egendom infördes.
Liknande tankar har under 1900-talet framförts av litauisk-amerikanska arkeologen Marija Gimbutas.. På grundval av framför allt de många små, korpulenta kvinnofiguriner som Gimbutas på Balkan daterat till omkring 6500 till 3500 f.Kr. som grävts fram i sydöstra Europa antog Gimbutas 1974 (The Goddesses and Gods of Old Europe) att där, före indoeuropéernas ankomst, existerat en matriarkal neolitisk kultur, av Gimbutas kallad "Forneuropa" (Old Europe). Hennes teorier har blivit ifrågasatta av bland andra David Anthony, professor i antropologi, och av den inflytelserike arkeologen Peter Ucko och idag är det konsensus bland antropologer att dessa teorier är felaktiga.

## Verkliga matriarkat
Det finns flera matrilinjära samhällssystem där egendomar ärvs av kvinnor. Den största matrilinjära kulturen i dag anses vara folkgruppen minangkabau på Sumatra som består av ungefär fyra miljoner människor. Annars är idag många av dessa kulturer bara små spillror och på väg att försvinna. Även folkgruppen tuareger i norra Afrika är exempel på matrilinjära kulturer. Det finns även vissa polynesiska folk i Stillahavsområdet  som anses vara matrilinjära.
I den indiska delstaten Meghalaya finns stamfolken Khasi och Jaintia som av tradition och fortfarande in på 2000-talet tillämpar en matrilieär familjestruktur. I den sydindiska delstaten Kerala har högstatusgruppen Nayar traditionellt en matrilineär familjestruktur.
På den andra kongressen om matriarchal studies hade man bjudit in företrädare från "matrilinjära" samhällen från Nord-, Central- och Sydamerika, norra, västra och södra Afrika, Indien, Sumatra och Kina.

### 1900- och 2000-talet
Det finns flera exempel på matriarkat genom historien, eller som en del forskare skulle påstå snarare är matrilinjära samhällen. Ett av dem mest välkända är Mosuo-folket, som är en etnisk grupp i sydvästra Kina. Från och med 2016 är de enda arvingarna i familjen fortfarande döttrarna. En viktig anledning till att samhället hållits levande är tack vare turism och sedan 1990, när utländsk turism blev tillåten, började turister besöka Mosuo-folket. Xinhau News Agency rapporterade att det kom att bli lönsamt för Mosuo-familjer att öppna sina hem för inresande personer. Däremot har det inte alltid varit lätt för Mosuo-folket att bibehålla ett matriarkat. Under 1960- och 1970-talet ställdes Mosuo-folket inför följdriktiga utmaningar på grund av yttre påtryckningar. En betydande utmaning inträffades mellan 1966 och 1976 då det skedde en kultrurrevolution i Kina och matrilineära samhällen kom att förbjudas. Händelsen påverkade samhället till den grad att den sociala struktur kom att försvagas. Även om detta gav ett enorm stöd till deras ekonomi och lyfte många ur fattigdom, förändrades det också. Det innebar att utomstående numera kunde ha insyn i Mosuo-folkets kulturella sedvänjor och därmed även ha en åsikt om det.
År 1995 etablerades byn Umoja, runt Samburu County i norra Kenya, av kvinnliga invånare och byn kom att styras under matriarkat. Samhället grundades av en grupp kvinnor som flytt från sitt samhälle efter att ha blivit våldtagna av brittiska soldater och de ville skapa en trygg plats att bosätta sig på. Däremot etablerade män från samma stam en by i närheten av Umoja för att övervaka kvinnorna. Matriarkatkulturen i kvinno-byn ifrågasattes av grannbyn, och männen hotade även med att stänga ner kvinnornas by. Under 2019 bodde 48 kvinnor med sina barn i Umoja, en by som de kunde kalla för sitt hem. De flesta av dem hade flytt från könsbaserat våld i form av kvinnlig könsstympning, misshandel, våldtäkt, barnäktenskap och våldsamma äktenskap. Invånarna i Umoja har arbetat omfattande med att främja jämlikheten i Kenya. Följaktligen har budskapet nått utanför Kenya, och i Förenta Nationerna har ett tal framförts där jämlikhetsfrågan i Kenya lyftes. Dessutom har invånarna deltagit på en konferens för internationella kvinnliga rättigheter i Sydafrika.

## Synen på matriarkat
Den kritik som de antropologiska teorierna om matriarkala samhällssystem fått utstå menar vissa baserar sig på idén att ett matriarkat ska vara ett spegelvänt patriarkat med liknande förtryck mot män som finns gentemot kvinnor i det patriarkala samhället. Detta bygger dock på en missuppfattning eftersom patriarkat definieras genom att det är män som dominerar de prestigefyllda hierarkierna i samhället, exempelvis politiskt och/eller religiöst och/eller ekonomiskt, vilket har ingenting med förekomsten av förtryck att göra (jämför S. Goldberg).
År 2002 skrev den amerikanska antropologen Peggy Reeves Woman in Center: A journey into Matriarchy där hon propagerar för den förändrade synen på begreppet matriarkat som ett samhälle där könen lever i ömsesidig respekt. I boken beskriver hon nu existerande kvinnoorienterade samhällen runt om i världen och menar att kritiken och skepticismen till begreppet matriarkat baserar sig på ett västerländskt patriarkalt tankesystem. Detta nya sätt att se på begreppet matriarkat har blivit en grund för den nya postmodernistiska inriktningen Modern Matriarchal Studies.

### Gynaikokrati
Begreppet gynaikokrati (av grekiska; gynos, kvinna och kratos, makt, kvinnomakt) beskriver ett samhällstillstånd där det råder fullständigt kvinnovälde. Begreppet lanserades av Johann Jakob Bachofen i dennes stora verk Mutterrecht 1861. Idag används gynaikokrati oftast som synonymt med matriarkat, men i Bachofens ursprungliga uppfattning var gynaikokratin ett visst stadium av matriarkatet som motsvarade vad man i marxistisk terminologi kom att kalla urkommunismen, det stadium av mänskligt samhälle där människors sexualitet utövades fullständigt promiskuöst och där männens roll i alstrandet av barn antingen var okänd eller där det var omöjligt att avgöra vilken man som var far till barnet. Eftersom Bachofen menar att kvinnan vid denna tidpunkt sågs som ensam ansvarig för stammens fortplantning, tillmättes hon stor respekt och vördnad och fattade alla avgörande beslut inom stammen. Det finns dock inget vetenskapligt stöd för att det någonsin har varit på det sätt som Bachofen beskrev och det är i princip ingen antropolog som tar dessa spekulationer på allvar.

## Kvinnliga ledare i patriarkat
Även i patriarkala system med manlig födslorätt till tronen kan det ibland förekomma regerande drottningar. Exempel på detta är Elisabet I av England eller Viktoria av Storbritannien som fick ärva tronen då manliga arvingar saknades, men de var tvungna att anpassa sig till det patriarkala. Båda drottningarna accepterade sin underordning och könsroll och hävdade sitt kötts brister men att de trots detta kunde regera eftersom de av Guds nåd givits en kungs attribut. Drottning Elisabet beskrev sig på följande sätt i ett av sina mest berömda tal:
| ”                        | Översättning till svenska: Jag vet att jag endast har en svag och vek kvinnas kropp, men jag har en kungs hjärta och ryggrad, och en kung av England dessutom, och jag känner bara förakt inför att hertigen av Parma, eller någon annan furste, skulle våga invadera gränserna till mitt rike. Engelska, original: I know I have the body but of a weak and feeble woman, but I have the heart and stomach of a king, and of a King of England too, and think foul scorn that Parma or Spain, or any Prince of Europe should dare to invade the borders of my realm. | „ |
| – Elisabet I av England, | |   |

## Matriarkat bland djur
Bland djur finns det många exempel på vad man kan kalla matriarkat. Ett exempel är sociala steklar (myror, bin med mera) där en drottning står för hela samhällets fortplantning. Hos elefanter består flockarna av honor och ungar och leds av den äldsta honan, medan hanarna lever för sig. Vildhästens flockar leds/leddes av det äldsta stoet. Ett annat exempel är bonoboapan.

## Mytologiska och fiktiva matriarkat
- Amasonerna i grekisk mytologi var en nation enbart bestående av kvinnliga krigare.
- Ett fiktivt matriarkat är temat i Gerd Brantenbergs roman Egalias döttrar (1977).
- Filmen The wicker man (svensk titel Dödlig skörd), originalfilm (1973) och Nyinspelning (2006), beskriver ett matriarkat.
- Spelet Atlantis: Det försvunna riket (1997) framställer Atlantis som ett matriarkat.